# Acacia pygmaea
Acacia pygmaea — вид квіткових рослин з родини бобових. Ареал: Австралія (Західна Австралія).

## Середовище
Його батьківщиною є невелика територія в регіоні Вітбелт у Західній Австралії, де його зазвичай можна знайти в ущелинах на вершині хребтів, що ростуть на латеритних ґрунтах.

## Біоморфологічна характеристика
Цей прямовисний одностовбурний кущ зазвичай досягає висоти 0,3–0,5 метра. Він має помітно ребристі та голі гілочки з неглибоко трикутними прилистками довжиною близько 0,5 мм. Тонкі зелені філодії скупчені на гілочках, від еліптичної до оберненояйцеподібної форми, у довжину від 20 до 30 мм і вшир від 9 до 13 мм з одним або іноді двома головними жилками та кількома неясними бічними жилками. Цвіте з жовтня по березень і дає біло-кремові квітки, які з віком стають помаранчевими.